# Estação Ríos Rosas
Ríos Rosas é uma estação da Linha 1 do Metro de Madrid. Localizada na Rua Santa Engrácia, perto do entroncamento com a Rua Ríos Rosas, no distrito de Chamberí. Seu nome faz menção ao jurista e político espanhol Antonio de los Ríos Rosas (1812–1873).

## História

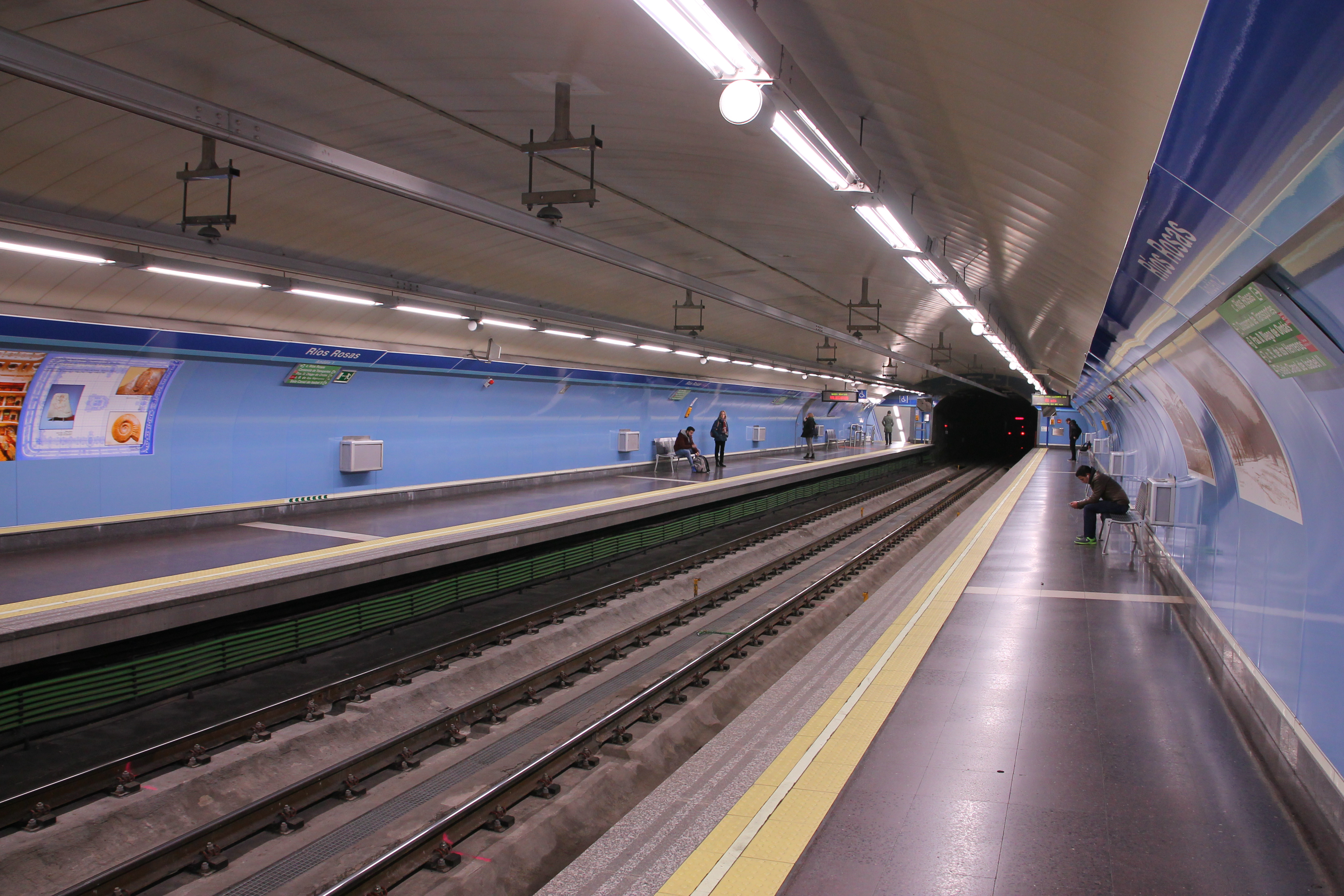
Estação Ríos Rosas

A estação é uma das estações do primeiro trecho inaugurado em 17 de outubro de 1919 pelo rei Alfonso XIII entre a Estação Sol e Estação Cuatro Caminos, que faz parte da linha 1. O local passou por reformas em 2005 e 2006.

## Entradas
Vestíbulo Ríos Rosas
- Ríos Rosas, pares C/ Ríos Rosas, 22
- Ríos Rosas, impares C/ Ríos Rosas, 19

Vestíbulo Bretón de los Herreros
- Bretón de los Herreros C/ Santa Engracia, 127 (próxima a C/ Bretón de los Herreros)